# Нестеров, Дмитрий Валерьевич
Дмитрий Валерьевич Нестеров (род. 9 августа 1979, Москва) —  российский певец, композитор, телеведущий и актёр.

## Биография
Родился в Москве. Мать экономист, отец изобретатель. В детстве Нестеров интересовался зоологией. В 9 лет y него был небольшой зоопарк. Поступил в Московскую сельскохозяйственную академию имени К. А. Тимирязева. Проучившись там год, поступил на актёрское отделение Института современного искусства. После освоил эстрадный вокал в ГИТИСе. Там познакомился со Стасом Намином, который и пригласил его в свой театр. На третьем курсе Нестеров получил главные роли в мюзиклах «Волосы», «Свадьба соек» и «Иисус Христос — суперзвезда». В те годы также работал на «Радио Рокс». Вскоре начал вести собственную программу. На конкурсе имени Бориса Брунова Дмитрий Нестеров получил премию из рук Валентины Толкуновой.
Вскоре начал сочинять песни. Выиграл конкурс «Аллы Пугачёвы», после его песни попали в ротацию «Русского радио» и «Авторадио». Вскоре композиции Нестерова прозвучали на других радиостанциях России и ближнего зарубежья. Песня «Московская зима» попала в хит-парад Billbord.
В 2013 году Нестеров получил приглашение выступить на открытии 35 Московского международного кинофестиваля с песней «In the Death Car» (музыка Горан Брегович, слова Игги Поп). На телеканале НТВ вёл ежедневную утреннюю рубрику «5 ответов». Затем стал вести программу на телеканале «Кубань 24» «Хороший завтрак с Дмитрием Нестеровым».
Весной 2014 года вышел музыкальный клип на песню «Я просто должен быть с тобой». В декабре вышел второй видеоклип на песню «Здравствуй». В 2016 году Нестеров написал песню «Мне снова 18», которая вошла в топ 10 радио «Шансон» и стала его визитной карточкой. На песню было создано более тысячи кавер-версий.
В 2018 году Нестеров принял участие в музыкальном телепроекте «Голос»-7 в образе персонажа своего клипа «In the Death Car» Василия Пупкина. Также записал дуэты с наставником телепроекта Валерием Сюткиным,, певцом Родионом Газмановым, юмористом Николаем Бандуриным и финалистами «Евровидения» Бурановскими бабушками. С бабушками исполнил песни «Мне снова 18», «Великая российская земля», «Здравствуй», «Желаем счастья». Весной 2018 Нестеров стал обладателем Приза зрительских симпатий Международного фестиваля и конкурса акапельного пения «Московская весна A Cappella» в номинации соло.
Дмитрий 15 лет занимается добровольческой деятельностью. Он является Членом попечительского совета фонда Оксаны Фёдоровой "Спешите делать добро", фонда Гоши Куценко "Шаг вместе". Более 10 лет организует выставки-пристройства для благотворительного фонда "В добрые руки" и Шереметьевского приюта на ВДНХ и МЕГА ХИМКИ. Дмитрий сотрудничает с фондом "Вера", даёт концерты для людей на последней стадии рака в хосписах.
В 2017 году Нестеров написал гимн волонтеров Москвы, который впоследствии стал официальным гимном «МосВолонтёр». В 2018 году Дмитрию Нестерову был присвоен титул посла доброй воли «МосВолонтёр» Правительства Москвы.
В 2023 году состоялись большой сольный концерт Дмитрия Нестерова "Мне снова 18" с симфоническим оркестром в Центральном Доме кинематографистов и сольный концерт со струнным квартетом в театре Вахтангова.
Приказом Министра обороны РФ Сергея Шойгу он награждён медалью «Участнику военной операции в Сирии», участвовал в концертах для военнослужащих в зоне боевых действий на территории Донбасса, а также награждён 11 медалями различных ведомств и Министерств, Федеральных управлений за вклад в развитие российской музыки, добровольчество, патриотическое воспитание молодёжи и другое.

## Дискография
Альбомы
- «Я просто должен быть с тобой» (2014)
- «Я за тобой иду» (2017)
- «Крымская земля» (2017)
- «Любимые песни» дуэты с Бурановскими бабушками (2018)

Синглы
- «Я знаю женщину» дуэт с Родионом Газмановым (2018)
- «Бессмертный полк» (2019)
- «Я то, что надо» A’capella дуэт с Валерием Сюткиным (2019)
- «Жизнь хурма» дуэт с Николаем Бандуриным (2020)
- «Счастливая любовь» с Анастасией Раинской (2021)

## Видео
| Год выпуска | Название                                                                          | Клип                                   | Альбом                           |
| ----------- | --------------------------------------------------------------------------------- | -------------------------------------- | -------------------------------- |
| 2012        | Звезды                                                                            | реж. Дмитрий Нестеров                  | Я просто должен быть с тобой     |
| 2013        | Я просто должен быть с тобой                                                      | реж. Сергей Ткаченко                   | Я просто должен быть с тобой     |
| 2014        | Здравствуй                                                                        | реж. Павел Худяков                     | Я просто должен быть с тобой     |
| 2015        | Ты найдешь меня                                                                   | реж. Сергей Бакинский-Ковалёв          | Я просто должен быть с тобой     |
| 2015        | In the Death Car                                                                  | реж. Дмитрий Нестеров                  | Я просто должен быть с тобой     |
| 2016        | Мне снова 18                                                                      | Реж. Дмитрий Нестеров                  | Любимые песни                    |
| 2017        | Севастопольский вечер                                                             | реж. Иван Шерстников                   | Я за тобой иду                   |
| 2017        | На поле танки грохотали                                                           | реж. Александр Беланов                 | Крымская земля                   |
| 2017        | Бей врага чем попало                                                              | реж. Александр Беланов                 | Крымская земля                   |
| 2017        | В землянке                                                                        | реж. Александр Беланов                 | Крымская земля                   |
| 2017        | Моя девушка не любит футбол                                                       | реж. Иван Шерстников                   | сингл                            |
| 2018        | Желаем счастья                                                                    | реж. Иван Шерстников                   | Любимые песни                    |
| 2018        | Беспосадочный перелет                                                             | реж. Иван Шерстников                   | Я за тобой иду                   |
| 2018        | Великая Российская Земля                                                          | реж. Иван Шерстников                   | Любимые песни                    |
| 2019        | Я знаю женщину                                                                    | реж. Дмитрий Нестеров                  | сингл                            |
| 2019        | Я люблю тебя навсегда                                                             | реж. Евгений Курицын                   | сингл                            |
| 2019        | Бери шинель                                                                       | реж. Евгений Глазов                    | сингл                            |
| 2019        | Я то, что надо                                                                    | реж. Дмитрий Нестеров                  | сингл                            |
| 2020        | Бессмертный полк                                                                  | реж. Иван Шерстников                   | сингл                            |
| 2020        | Жизнь хурма                                                                       | реж. Дмитрий Нестеров                  | сингл                            |
| 2020        | Арбузик мой                                                                       | реж. Иван Шерстников                   | сингл                            |
| 2020        | Нагло на глазах                                                                   | реж. Дмитрий Нестеров                  | сингл                            |
| 2021        | Сердце скажет СТОП                                                                | реж. Иван Шерстников                   | Я просто должен быть с тобой     |
| 2021        | Супергеройская                                                                    | реж. Алексей Ишутин                    | сингл                            |
| 2021        | По имени Света/ На берегу Черноморского лета                                      | реж. Дмитрий Нестеров                  | сингл                            |
| 2022        | Я люблю тебя, люблю, как прежде                                                   | реж. Дмитрий Нестеров                  | Я за тобой иду                   |
| 2022        | Счастливая любовь                                                                 | реж. Дмитрий Нестеров                  | сингл                            |
| 2022        | Жизнь пополам                                                                     | реж. Иван Шерстников                   | сингл                            |
| 2022        | Шашлычок                                                                          | реж. Иван Шерстников                   | сингл                            |
| 2022        | Жизнь Хурма                                                                       | реж. Иван Шерстников, Дмитрий Нестеров | сингл                            |
| 2023        | Обожаю я тебя                                                                     | реж. Иван Шерстников                   | сингл                            |
| 2023        | Как много тех, с кем можно лечь в постель, Как мало тех, с кем хочется проснуться | реж. Иван Шерстников                   | сингл                            |
| 2024        | Крымская земля: Аджимушкай                                                        | реж. Иван Шерстников                   | сингл                            |
| 2024        | Гори, гори, моя звезда                                                            | реж. Дмитрий Нестеров                  | Русские народные песни и романсы |

## Телевидение
- «5 ответов» (НТВ) — ведущий[37]
- «Давай поженимся» (Первый канал) — участник[38]
- «Голос» (Первый канал) — участник[17][39]
- «Хороший завтрак с Дмитрием Нестеровым» (Кубань 24) — ведущий [40]
- «Бородина против Бузовой» (ТНТ) — эксперт[41]
- «Званый ужин» (Рен-тв) — участник [42]
- «Прямой эфир» с Андреем Малаховым (Россия1) — эксперт [43]
- «35-ММКФ» (Первый канал) — участник [44]
- «Эхх, разгуляй» (Первый канал) — участник[20]
- «Песни от всей души» (Россия1) - участник [45]
- «Привет, Андрей!»  (Россия1) - участник [46]

## Театральная деятельность
- Музыкальный театр «Кристалл» — 1997—2001 [47]
- Школа Современной Пьесы — 2002—2004[48]
- Театр Стаса Намина — 2004—2008 (Государственный театр музыки и драмы под руководством Стаса Намина) [49]

Спектакли
| Название                   | Роль                 |
| -------------------------- | -------------------- |
| «Солдат Иван Чонкин»       | Иван                 |
| «Навечерье»                | Давид                |
| «Училка 21 века»           | Саша                 |
| «Винни Пух в стране Туами» | ослик Иа             |
| «Дядюшкин сон»             | Князь К.             |
| «Вредные советы»           | вредный Антошка      |
| «Моцарт и Сальери»         | Сальери              |
| «Старуха»                  | Главный герой Хармса |
| «Шерше ля фам»             | Серж Дебуа           |

Мюзиклы
| Название                      | Роль                            |
| ----------------------------- | ------------------------------- |
| «Иисус Христос — Суперзвезда» | Царь Ирод, Понтий Пилат, Каиафа |
| «Волосы»                      | Вуф Донован                     |
| «Свадьба Соек»                | Аист, Павлин, Соловей, Дрозд    |
| «Стороны Света»               | Герой                           |
| "Маша и Витя спасают семью"   | Кощей                           |
| "Обыкновенное чудо"           | Трактирщик Эмиль                |